# Fosfito

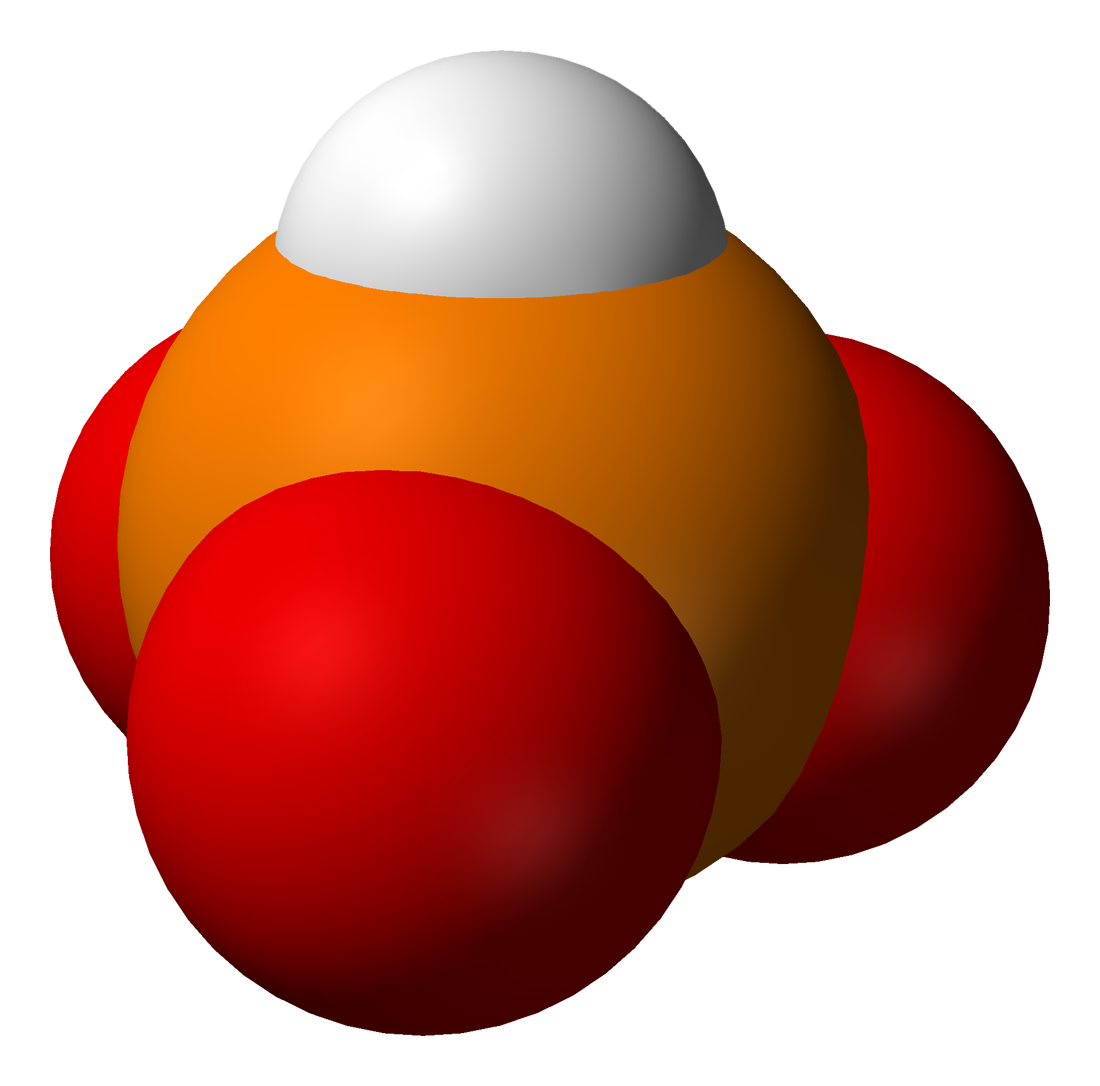
Il modello tridimensionale di uno ione fosfito, HPO_{3}^{2–}

La formula di struttura di uno ione fosfito

Secondo l'attuale nomenclatura IUPAC, il termine fosfito indica l'anione HPO32–. Di questa specie esistono derivati organici e inorganici.

## Fosfiti organici
In campo organico sono chiamati fosfiti i composti organofosforici di formula generale P(OR)3. Un esempio è il trimetilfosfito, P(OMe)3. Questi composti sono chiamati anche esteri fosforosi dato che si possono considerare gli esteri organici dell'acido fosforoso H3PO3. Si preparano facendo reagire il tricloruro di fosforo con un alcool e un'ammina terziaria:
PCl3  +  3ROH  +  3R′3N  →  P(OR)3  +  3R′3NHCl
Dall'anione fosfito PO33– derivano anche altre classi di composti organofosforici come acidi fosfonici RPO(OH)2 ed esteri fosfonici R'PO(OR)2.

## Fosfiti inorganici
L'anione PO33– non esiste in composti puramente inorganici. Tradizionalmente sono chiamati fosfiti i sali dell'acido fosforoso, H3PO3 (acido fosfonico nella nomenclatura IUPAC). Dato che quest'acido è diprotico, si possono ottenere solo sali contenenti gli anioni HPO32– e H2PO3–. L'attuale nomenclatura IUPAC permette di chiamare rispettivamente idrogenofosfiti e diidrogenofosfiti questi sali, accettando i nomi tradizionali, ma raccomanda di chiamarli fosfonati e idrogenofosfonati.
Lo ione fosfonato HPO32– ha struttura approssimativamente tetraedrica e si può rappresentare con varie forme limite di risonanza:
Fosfonati e idrogenofosfonati possono essere disidratati per riscaldamento sotto vuoto per formare i corrispondenti difosfonati, tradizionalmente detti difosfiti o pirofosfiti, contenenti l'anione H2P2O52– con struttura [HP(O)2–O–P(O)2H]2–.